# 地球天気予報
地球天気予報（ちきゅうてんきよほう）は、NHK BS1で1996年4月1日から2003年3月28日まで放送されていたテレビ番組。

## 概要
地球規模で気象の動きをとらえながら、世界各地と日本の天気予報を気象予報士がわかりやすく伝える。

## 放送時間
- 1996 - 1999年度：月 - 金曜21:50-22:00
- 2000 - 2002年度：月 - 木曜21:55-22:00、金曜21:50-22:00

## キャスター
- 山田典子
- 塚田圭子
- 広瀬美由紀（2000 - 2001年度）
- 今村涼子（2002年度）

金曜のみ
- 飯田和雄（2000年度）
- 寺尾直樹（2001年度）
- 新井雅則（2002年度）

## スタッフ
- 制作協力 - ウェザーニューズ